# 荒川沖宿

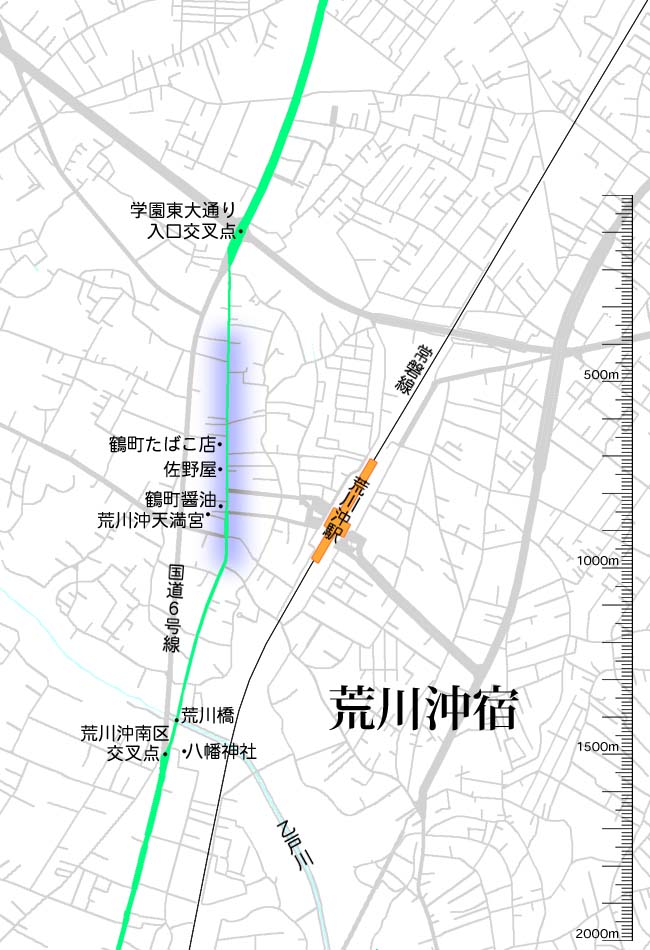
荒川沖宿の現代地図に旧水戸街道の道筋を重ねた地図。

荒川沖宿（あらかわおきしゅく）は、水戸街道の、千住宿から9つ目の宿場町。現在の茨城県土浦市荒川沖西にあたる。宿場町は南北に数百メートルの範囲で広がっていた。
小さな宿場町で、本陣は置かれていなかった。宿場町としての役務は隣の牛久宿と分担して行っており、荒川沖宿のみで完結したものではなかったという。正規の宿場町ではあったものの、継ぎの宿という位置づけであったとされる。

## 周辺
- 八幡神社 - 八幡神社系列の神社。宿場町の南端はずれにある。
- 荒川沖天満宮 - 天満宮系列の神社。
- 鶴町醤油 - 醸造業者。
- 茅葺の商店建築 - 2007年12月現在、旧道筋に2棟の大きな茅葺の民家が現役建築物として残されている。ひとつは元旅籠の「佐野屋」であり、もうひとつは商店として使われている「鶴町たばこ店」である。

## 隣の宿
牛久宿 - 荒川沖宿 - 中村宿
- 牛久宿 - 荒川沖宿は二里（約8キロ）。
途中土浦市・牛久市境に荒川沖・中根の一里塚がある。
- 荒川沖宿 - 中村宿は一里（約4キロ）。

## 歴史
- 朝日村 (茨城県)